# 永安镇 (自贡市)
永安镇是中华人民共和国四川省自贡市沿滩区下辖的一个镇，早称 “茆头铺”，也称“鳌头铺”，后改名“永安”，以求“永远平安”，幅员面积34.4平方公里，有12个行政村127个村民小组和社区1个，有市级示范职业中学1所，小学6所，幼儿园8所、医院2所。
2019年9月撤销刘山乡，将其所属行政区域划归永安镇管辖，永安镇人民政府驻金龙路141号。

## 行政区划
永安下辖以下地区：
鳌头铺社区、兴加村、七一村、云龙村、双林村、太平村、瓦市村、彭石村、新正村、新元村、长田村、张山村和柏祥村。